# Cupa României 1993-1994
Ediția 1993-1994 a fost a 56-a ediție a Cupei României la fotbal. A fost câștigată de Gloria Bistrița, care a învins-o în finală pe Universitatea Craiova, deținătoarea trofeului din ediția anterioară.

## Desfășurare
Toate meciurile de după faza șaisprezecimilor, exceptând finala (care a avut loc în București), s-au jucat pe teren neutru. În șaisprezecimi au participat 32 de echipe, din care făceau parte și cele din Divizia A. Dacă după 90 de minute scorul era egal se jucau două reprize de prelungiri a câte 15 minute. Dacă după prelungiri scorul era tot egal, soarta calificării se decidea la loviturile de departajare.

## Șaisprezecimi
| Data             | Echipă gazdă           |   | Echipă oaspete        | Rezultat   |
| ---------------- | ---------------------- | - | --------------------- | ---------- |
| 7 decembrie 1993 | Vrancart Adjud         | – | Steaua București      | 2:3 (pen.) |
|                  | Selena Bacău           | – | Oțelul Galați         | 3:1        |
|                  | Petrolul Berca         | – | Sportul Studențesc    | 1:0        |
|                  | CSM Câmpina            | – | Petrolul Ploiești     | 2:1        |
|                  | Aro Muscelul           | – | Rapid București       | 5:3 (pen.) |
|                  | Metalurgistul Cugir    | – | FC Național           | 0:2        |
|                  | Csíkszereda            | – | Electroputere Craiova | 2:1        |
|                  | Ceahlăul               | – | Dinamo București      | 1:2        |
|                  | Argeș Pitești          | – | UTA Arad              | 2:0        |
|                  | Gloria Reșița          | – | Gloria Bistrița       | 1:3        |
|                  | Poli Timișoara         | – | Dacia Unirea Brăila   | 0:1        |
|                  | Jiul Petroșani         | – | Farul                 | 0:1 (d.p.) |
|                  | Cetatea Târgu Neamț    | – | Inter Sibiu           | 0:3        |
|                  | Severnav Turnu Severin | – | FC Brașov             | 0:1        |
| 8 decembrie 1993 | Dunărea Călărași       | – | Universitatea Cluj    | 3:5 (pen.) |
|                  | Energia Iernut         | – | FCU Craiova           | 0:2        |

## Optimi
| Data              | Oraș       | Echipă gazdă       |   | Echipă oaspete      | Rezultat   |
| ----------------- | ---------- | ------------------ | - | ------------------- | ---------- |
| 14 decembrie 1993 | Brașov     | CSM Câmpina        | – | Csíkszereda         | 5:4 (pen.) |
|                   | Brașov     | Gloria Bistrița    | – | Petrolul Berca      | 5:0        |
|                   | București  | FCU Craiova        | – | Farul               | 5:0        |
|                   | București  | Dinamo București   | – | FC Național         | 2:0        |
|                   | Făgăraș    | FC Brașov          | – | Inter Sibiu         | 3:1 (d.p.) |
|                   | Sibiu      | Universitatea Cluj | – | Aro Muscelul        | 2:1        |
|                   | Târgoviște | Argeș Pitești      | – | Steaua București    | 4:3 (pen.) |
| 15 decembrie 1993 | Focșani    | Selena Bacău       | – | Dacia Unirea Brăila | 3:0        |

## Sferturi
| Data          | Oraș        | Echipă gazdă       |   | Echipă oaspete   | Rezultat   |
| ------------- | ----------- | ------------------ | - | ---------------- | ---------- |
| 2 martie 1994 | Brașov      | Gloria Bistrița    | – | CSM Câmpina      | 3:0        |
|               | Ploiești    | FCU Craiova        | – | Selena Bacău     | 2:0        |
|               | Târgoviște  | Argeș Pitești      | – | Dinamo București | 1:0        |
|               | Târgu Mureș | Universitatea Cluj | – | FC Brașov        | 6:5 (pen.) |

## Semifinale
| Data           | Oraș        | Echipă gazdă    |   | Echipă oaspete     | Rezultat   |
| -------------- | ----------- | --------------- | - | ------------------ | ---------- |
| 12 martie 1994 | București   | FCU Craiova     | – | Argeș Pitești      | 1:0        |
|                | Târgu Mureș | Gloria Bistrița | – | Universitatea Cluj | 4:1 (d.p.) |

## Finala
| 30 aprilie 1994 17:00 | Gloria Bistrița         | 1 – 0 | FCU Craiova | Stadionul Regie, București Spectatori: 7.000 Arbitru: Adrian Porumboiu (Vaslui) |
| 30 aprilie 1994 17:00 | 26' Nicolae Cornel Ilea |       |             | Stadionul Regie, București Spectatori: 7.000 Arbitru: Adrian Porumboiu (Vaslui) |

| GLORIA BISTRIȚA:   |                        |     |
|                    |                        |     |
| P                  | Florin Tene            |     |
| F                  | Dorel Zegrean          |     |
| F                  | Gabriel Cristea        |     |
| F                  | Mircea Dumitriu        | 78' |
| F                  | Valer Săsărman         |     |
| M                  | Simion Mironaș         |     |
| M                  | Ion Balaur             | 75' |
| M                  | Marius Răduță          |     |
| M                  | Cornel Sevastița       |     |
| A                  | Florin Stancu          |     |
| A                  | Nicolae Cornel Ilea    |     |
| Înlocuiri:         |                        |     |
| M                  | Dumitru Halostă        | 75' |
| F                  | Cristian Dan Alexandru | 85' |
| Antrenor:          |                        |     |
| Constantin Cârstea |                        |     |

| UNIVERSITATEA CRAIOVA: |                     |     |
|                        |                     |     |
| P                      | Dorin Arcanu        |     |
| F                      | Daniel Mogoșanu     |     |
| F                      | Gheorghe Biță       |     |
| F                      | Ion Sburlea         |     |
| F                      | Remus Ganea         | 78' |
| M                      | Corneliu Papură     |     |
| M                      | Ovidiu Stângă       |     |
| M                      | Silvian Cristescu   | 35' |
| M                      | Cristian Vasc       |     |
| A                      | Ionel Gane          |     |
| A                      | Gheorghe Craioveanu |     |
| Înlocuiri:             |                     |     |
| M                      | Augustin Călin      | 35' |
| F                      | Nicolae Zamfir      | 78' |
| Antrenor:              |                     |     |
| Marian Bondrea         |                     |     |